# ينس هوفر
ينس هوفر (بالألمانية: Jens Hofer)‏ هو لاعب كرة قدم ليختنشتاني وسويسري، ولد في 1 أكتوبر 1997 في بيال/بيان في سويسرا. لعب مع نادي يانغ بويز.

## وصلات خارجية
- ينس هوفر على موقع الاتحاد الدولي (مؤرشف)  (الإنجليزية)
- ينس هوفر على موقع الاتحاد الأوربي (الإنجليزية)
- ينس هوفر على موقع قاعدة بيانات كرة القدم.إي يو (الإنجليزية)
- ينس هوفر على موقع ناشيونال فوتبول تيمز (الإنجليزية)
- ينس هوفر على موقع Soccerway.com (الإنجليزية)
- ينس هوفر على موقع عالم كرة القدم.نت (الإنجليزية)